# Place de la Contrescarpe
Place de la Contrescarpe är ett torg i Quartier Saint-Victor, Quartier du Jardin-des-Plantes, Quartier du Val-de-Grâce och Quartier de la Sorbonne i Paris femte arrondissement. Place de la Contrescarpe har fått sitt namn efter Rue de la Contrescarpe-Saint-Marcel, som numera utgör Rue Blainville och en del av Rue du Cardinal Lemoine. Contrescarpe åsyftar den fortgrav som var belägen framför Enceinte de Philippe Auguste, det vill säga Filip Augusts stadsmur.
I mitten av torget står en fontän.

## Omgivningar
- Panthéon
- Arènes de Lutèce
- Square Marius-Constant
- Piscine Jean-Taris

## Bilder
| - Fontänen. - Torgets skylt. - Place de la Contrescarpe i juletid. |

## Kommunikationer
- Tunnelbana – linje  – Cardinal Lemoine
- Busshållplats Lycée Henri IV – Paris bussnät, linjerna 75 89

### Webbkällor
- ”Place de la Contrescarpe”. Mairie de Paris. http://www.v2asp.paris.fr/commun/v2asp/v2/nomenclature_voies/Voieactu/2299.nom.htm. Läst 5 juni 2021.
- ”Place de la Contrescarpe”. Les rues de Paris. http://www.parisrues.com/rues05/paris-05-place-de-la-contrescarpe.html. Läst 5 juni 2021.